# Сумон
Сумон — административно-территориальная единица в Туве.
В середине XVIII века после захвата Тувы маньчжурами было изменено её административно-территориальное устройство. По численности военнообязанных мужчин в возрасте от 18 до 60 лет были образованы:
- из 10 человек — арбан,
- из 150 человек — сумон,
- из 2 и более сумонов — хошун (кожуун).

Ныне административно-территориальные единицы и муниципальные образования (со статусом сельского поселения) Республики Тыва Российской Федерации также называются сумонами.